# Reinkarnation
Reinkarnation (inkluderer sjælevandring) er et begreb indenfor en række religioner og filosofier. Det betegner den opfattelse, at et menneskes sjæl forlader legemet efter døden og genfødes (reinkarneres) i et nyt legeme. Troen på reinkarnation er stigende over hele den vestlige verden, og et voksende antal danskere accepterer reinkarnation. Ifølge den danske værdiundersøgelse tror 24 procent af danskerne således på reinkarnation, mens 39 procent i almindelighed tror på et liv efter døden .

## Reinkarnation i filosofi, religion og spiritualitet

### Vestlig filosofi
Tanken om reinkarnation er fremtrædende hos de tidlige græske filosoffer Pythagoras, Empedokles og Platon. I nyere tid findes tanken blandt andet hos filosoffer som Helena Petrovna Blavatsky og Aldous Huxley.

### Hinduisme
Tanken om reinkarnation findes heriblandt i verdensreligionen hinduisme. Til reinkarnations-begrebet hører også erfaringen om sjælevandring: genfødsel efter døden til et nyt liv på jorden.

### Buddhisme
I Theravada-buddhisme skelnes mellem reinkarnation og genfødsel. Reinkarnation, hævdes det, er betinget af en evig, uforanderlig sjæl, som kan vandre fra ét legeme til et andet. Da en sådan sjæl ikke findes, er troen på reinkarnation forfejlet. I stedet tales om genfødsel som et fænomen hvor karma (handlinger) fra et tidligere liv giver aftryk på det nye liv. Der er altså tale om en upersonlig proces.
I den tibetanske buddhisme spiller reinkarnation den særlige rolle, at ledere som Dalai Lama og Panchen Lama efterfølges af deres næste inkarnation. Valget kan være dybt politisk, og den nuværende Dalai Lama har således meddelt, at han ikke agter at lade sig genføde i Tibet, så længe det er under kinesisk kontrol. Folkerepublikken Kina har omvendt besluttet at forbyde reinkarnation uden statsgodkendelse.

## I Danmark
Accepten af reinkarnation er stærkt voksende i Danmark, og ifølge den store danske værdiundersøgelse fra 2017 tror 24 procent af danskerne på reinkarnation. Danskernes voksende tro på reinkarnation er især inspireret af østlig spiritualitet, men også den danske filosof Martinus talte for reinkarnation. Ifølge Martinus er alle levende væsener er under udvikling fra lave mod høje former for tilværelse, og det sker gennem reinkarnation. Også ifølge det etisk, religiøse og filosofiske værk Vandrer mod Lyset! er reinkarnation en realitet, indstiftet af Gud.